# Tipula labacensis
Tipula labacensis är en tvåvingeart som först beskrevs av Giovanni Antonio Scopoli 1763.  Tipula labacensis ingår i släktet Tipula, ordningen tvåvingar, klassen egentliga insekter, fylumet leddjur och riket djur.
Artens utbredningsområde är Slovenien. Inga underarter finns listade i Catalogue of Life.